# 大不里士
大不里士（波斯語：تبریز，[tæbˈɾiːz] ⓘ），中国古称桃里寺、帖必力思，是伊朗歷史悠久的古都之一，為東阿塞拜疆省的首府。大不里士是伊朗西北部人口最多的城市，人口位居全國第五位（見伊朗城市人口列表）。
大不里士地處伊朗阿塞拜疆地區的古里河谷，兩側被伊奈里和沙汗得山脈的長錐火山脊環繞，海拔在1,350至1,600米（4,430至5,250英尺）之間。山谷通向平原，緩緩向下傾斜至西部60公里（37英里）的爾米亞湖東岸。大不里士冬季寒冷，夏季溫暖，被認為是避暑勝地。2015年10月，這個城市被世界工藝品理事會評選為“世界地毯編織城市”，並被伊斯蘭合作組織命名為2018年示範旅遊城市。
大不里士人口超過170萬（2016年），是伊朗西北地區最大的經濟樞紐和都會區。人口絕大多數是亞塞拜然族，说阿塞拜疆语和南阿塞拜疆语，把波斯語當作是第二語言。這座城市是汽車、機床、煉油廠、石化、紡織、和水泥產業的主要重工業樞紐。這個城市也以手工藝品聞名，包括手工編織的地毯和珠寶製作。當地的糖果、巧克力、乾果、和傳統的大不里士食品被認為是全伊朗排名第一。大不里士也是伊朗西北部一些最負盛名的文化機構的學術中心和基地。
大不里士歷史古蹟多樣，代表著在伊朗悠久的歷史中建築的變化。當地保存的大部分歷史遺址都是伊兒汗國、薩非王朝、和卡扎爾王朝所遺留。這些景點中有大不里士市集區，被指定為世界遺產。
從近代早期開始，大不里士在三個鄰近地區（高加索、東部安那托利亞地區、伊朗中部）的發展中發揮重要功能。大不里士在現代伊朗歷史上也曾擔任關鍵的角色，它是伊朗最接近歐洲的大城市，伊朗早期現代化的許多方面都始於大不里士。在19世紀上半葉發生過兩次俄羅斯-波斯戰爭，伊朗的高加索領土在被割讓給俄羅斯帝國之前，大不里士一直處於伊朗對其高加索領土統治的最前沿。這座城市也是卡扎爾王朝時期王儲的傳統住所。

## 地名來源
根據某些資料（包括大英百科全書），大不里士（Tabriz）名字的起源係由於當地有許多溫泉，稱為tap-riz (塔普里茲)。其他來源則稱在公元246年，亞美尼亞國王梯里達底二世為他的兄弟報仇，擊退薩珊王朝的阿搭舍一世，並將城市名稱從Shahistan改為Tauris，（源於“ta-vrezh”，是(古典亞美尼亞語 (Grabar) 的“報仇”之意 )。公元297年，它成為亞美尼亞國王梯里達底三世的國都。但是，這個故事是基於公元13世紀亞美尼亞歷史學家瓦登·阿列弗齊的描述，有風行的淵源，卻沒古文獻記載。英國劍橋大學伊朗史指出，在公元前八世紀有個堅強的軍事堡壘-大不里士塔魯 (Tarui-Tarmakisa，或稱Tarwi-Tarwakisa）和大不里士有關聯，而恩斯特·赫茲菲爾德的《伊朗考古史》直接把“塔爾瓦基薩(Tarwakisa) ”當作大不里士。但是否屬實，尚待專家證明。

## 历史
据传说，大不里士在791年曾是阿拔斯王朝哈里发哈伦·拉希德的妻子的住地。这座城市曾是13、14世纪時期伊兒汗國及17世紀時期薩法維王朝的首都。
在第二次世界大战期间，大不里士是苏联实际控制的阿塞拜疆独立共和国的首府。

### 早期歷史
大不里士的早期歷史並無充分的文獻記載。這座城市最早的文明跡象出現在公元前一千年的鐵器時代墓地，墓地是在1990年代後期在藍色清真寺的北側發掘出來。這個城市還於公元前714年有銘刻寫為Tarui（或Tauris），是在亞述帝國國王薩爾貢二世在公元前714年的題跋上顯示。
英國的埃及學學者大衛·羅爾提出說法，認為傳說中的伊甸園就在大不里士附近。考古學家埃里克·克萊因對大衛·羅爾的觀點的評論是：“他的論點並未有學術機構的附和。他的論點是根據各河流和河流鄰近的地區，從古到今流傳下來的名稱而做的推測。雖然大衛·羅爾的論點並非絕無可能，但似乎比其他任何假設的可能性都低，而且比Ephraim Avigdor Speiser、尤利斯·薩林斯、和James. A Sauer（教授，生卒年1945-1999）等學者所提出的可能性更小。”
從大不里士最早文獻的記載，它一直被選為阿特羅巴特斯時代及其王朝。以及其後幾位統治者的首都。這座城市很可能因自然災害或入侵的軍隊而經歷多次摧毀。據稱，目前的大不里士最早的建築是在公元第3或第4世紀早期的薩珊王朝時代，或是後來在第7世紀時建造的。這個城市在中波斯語中曾被稱為T'awrēš。

### 阿拉伯征服

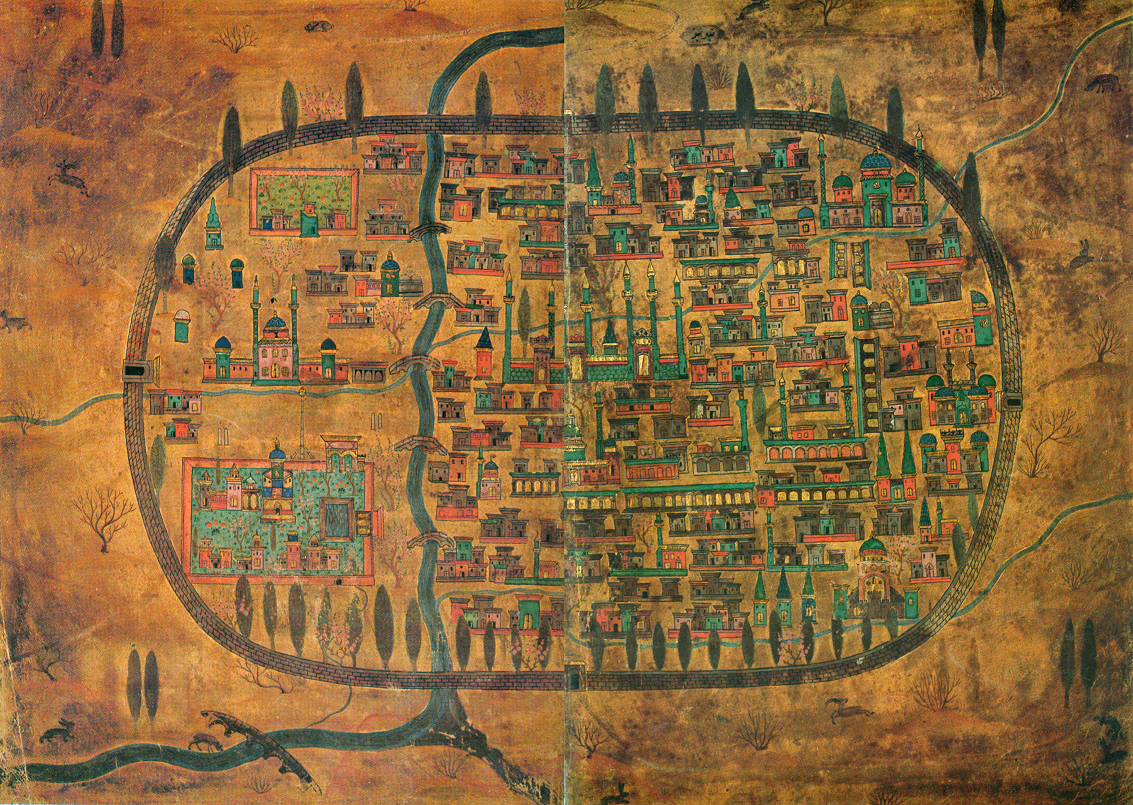
16世紀鄂圖曼帝國學者Matrakçı Nasuh所繪製的大不里士示意圖

穆斯林征服伊朗之後，也門的阿拉伯阿茲德部落族人移居到大不里士。從那時起的伊斯蘭征服大不里士後開始發展。伊斯蘭地理學家雅古特·哈迈维說，大不里士是一個村莊，在阿拉伯阿茲德部落的拉瓦德（Rawwad）到達之前即已存在。公元791年，阿巴斯王朝哈里發哈倫·拉希德的妻子祖拜達（Jubaidah）在大不里士被大地震摧毀之後重建這座城市，新建城市美輪美奐的程度，讓她獲得這個城市創始人的美譽。
在公元1208年的齋戒月中，大不里士及其附近的城市和地區被塔瑪麗大帝統治的格魯吉亞王國征服，在附近的阿德比爾，也遭喬治亞人（即格魯吉亞人）征服。由於穆斯林在復活節當天在喬治亞控制的阿尼市屠殺12,000名基督徒，喬治亞人在阿德比殺害多達12,000名穆斯林作為報復。然後，喬治亞人繼續前進，一路把霍伊和加茲溫奪下。

### 伊兒汗國到黑羊王朝
蒙古族入侵之後，大不里士取代馬拉蓋成為後來的蒙古伊兒汗國麾下阿塞拜疆的首都，直到公元1392年大不里士被帖木兒洗劫為止。
伊兒汗國的第四位統治者阿八哈汗因大不里士在西北草原的優越地理位置而選這個城市為首都。在公元1295年，他的繼任者合贊汗讓大不里士成為他統治帝國的主要行政中心，這個帝國版圖西起安納托利亞，東到阿姆河，北起高加索，南到到印度洋。在合贊汗的統治下，城市周圍建造新的城牆，並建立許多公共建築、教育設施、和商隊驛站，以服務在當時絲綢之路上旅行的商人。據說拜占庭的格雷戈里·喬尼亞德斯在這段時期曾擔任大不里士的東正教主教。
大不里士和亞塞拜然地區距離伊朗、阿塞拜疆共和國和納希切萬的邊境地區不遠。
在13世紀，許多西方旅行者在前往東方的途中，均訪問過大不里士，對這座城市的財富，其宏偉的建築和機構嘆為觀止。
馬可·波羅穿越絲綢之路到中国时，於公元1275年經過大不里士，稱這個城市為為：“一個被美麗而宜人的花園所環繞的偉大城市，地理位置優越，因此貨物從許多地區運到這裡。說拉丁語的商人特別是熱拿亞人去那裡購買外國商品。” 
中世紀期間，這個城市存有一個猶太人社區。公元16世紀，一位來自也門的猶太人旅行家到該城市旅行，對那裡猶太人生活的惡化狀況有所描述。
公元1375年至1468年，大不里士是阿塞拜疆黑羊王朝的首都，直到黑羊王朝統治者扎哈沙被白羊王朝的軍隊擊敗為止。白羊王朝從1469年至1501年也選大不里士為首都。一些現有的歷史古蹟，包括當地的藍色清真寺，是在黑羊王朝時期所建造。

### 薩非王朝到卡扎爾王朝
公元1501年，伊斯瑪儀一世進入大不里士，並宣布其為薩非王朝的首都。1514年，在查爾迪蘭戰役後，大不里士被鄂圖曼帝國暫時佔領。然後被伊朗軍隊奪回，直到1548年它一直是薩非王朝的首都。在那一年，塔赫瑪斯普一世將首都轉移到加茲溫，以避免鄂圖曼帝國軍隊對原有首都日益增加的威脅。
在公元1585年和1603年之間，大不里士被鄂圖曼帝國占領。在波斯的阿拔斯一世治下的薩菲王朝把這個城市重新奪回後，將它發展為主要的商業中心，與鄂圖曼帝國、俄羅斯、和高加索地區進行貿易。大不里士在鄂圖曼帝國–薩菲王朝戰爭期間，於1635年被鄂圖曼帝國穆拉德四世佔領和洗劫，然後於1639年根據佐哈布條約又重新歸還波斯。
公元1721年夏天，大不里士發生一場大地震，造成約八萬居民喪生。1724年至1725年這個城市持續遭受摧毀，其間鄂圖曼帝國的軍隊入侵。在這次入侵中，鄂圖曼帝國把許多人囚禁在大不里士，並殺死約二十萬居民。伊朗軍隊隨後將這座城市奪回，此後，大範圍的飢荒加上致命疾病的蔓延，讓更多倖存者殞命。1780年，大不里士附近再發生大地震，造成20萬人喪生，整個城市僅留下約三萬名倖存者。
在18世紀末，這座城市被分為幾個區，每個區由一個家族統治，直到1799年卡扎爾王朝王儲阿巴斯·米爾札被任命為城市的總督。在卡扎爾王朝時期，王儲的住所就在這座城市。王儲通常也擔任阿塞拜疆省省長。
在此期間，一些最重要的事件是伊朗卡扎爾王朝與鄰國俄羅斯帝國發生戰爭。在19世紀前半部的兩次俄羅斯－波斯戰爭之後，伊朗在高加索的領土被迫割讓（包括現在的格魯吉亞、南達吉斯坦、阿塞拜疆、和亞美尼亞）給俄羅斯帝國之前，大不里士因處於戰略位置，有助於伊朗在高加索地區實施統治。在最後一次帝俄-波斯戰爭期間，帝俄的埃里斯托夫親王將軍在1826年率領俄羅斯軍隊佔領這座城市，並帶領3,000名士兵進城。之後阿巴斯·米爾札和帝俄的伊萬·帕斯克维奇簽署和平條約，伊朗把剩餘的高加索領土割讓予俄羅斯，永遠不得撤銷，俄羅斯軍隊然後從該市撤退。直到俄羅斯帝國在20世紀初垮台之前，俄羅斯的政治和軍事在大不里士和伊朗西北部仍有絕大的影響力。
俄羅斯軍隊撤退後，伊朗王儲阿巴斯·米爾札在大不里士發起現代化計劃，在此期間，他引進西式政府機構、進口工業機械、設置首度定期郵政服務、並在當地實施軍事改革。他還從事城市重建運動，並建立現代稅收制度。

### 現代
大不里士得益於與西方臨近的地理優勢，以及與附近國家的啟蒙運動取得聯繫，成為公元1905年至1911年波斯立憲革命運動的中心，導致伊朗議會的建立和憲法的制定。帶領大不里士人民團結，反對君主專制制度的兩位大不里士改革主義者薩塔爾·汗和巴基爾·汗在實現伊朗憲法革命的目標上有重要的貢獻。1909年，大不里士被俄羅斯軍隊佔領。憲政革命成功四個月後，即1911年12月，俄國人再次入侵。入侵俄羅斯軍隊通過擊潰當地的抵抗力量，來鎮壓立憲革命者和城市居民，並處決大約1,200名當地居民。這場軍事行動導致俄羅斯軍隊佔領大不里士長達7年（1911年至1917年）。
伊朗在第一次世界大戰開始時即宣布中立。當戰爭全面爆發時，大不里士和伊朗北部和西北部的許多地區事實上已經被俄羅斯佔領幾年。在大戰後期，鄂圖曼帝國軍隊進行干預，並擊敗駐紮在那裡的俄羅斯軍隊而控制這座城市。在此時，由恩維爾帕夏領導的鄂圖曼帝國軍隊在高加索地區對整個俄羅斯軍隊形成威脅。戰爭後期，俄羅斯軍隊從鄂圖曼帝國手中將這座城市奪回。隨著俄國革命升級，俄羅斯軍隊從伊朗阿塞拜疆撤出，實際權力移交給以伊斯梅爾·納瓦里（Ismail Nawbari）為首的民主政黨地方委員會。俄羅斯撤退後，鄂圖曼帝國又再次佔領這座城市幾個月，直到戰結束後才撤退。第一次世界大戰後，這個城市歷史上的新時代展開。波斯哥薩克騎兵旅的准將禮薩汗在政變後自立為伊朗國王。他承諾在伊朗實施現代化計劃，在“一個地域領土的國家，和一個文化和歷史的國家”思想下致力統一的工作。其中包括權力集中，並對伊朗阿塞拜疆和大不里士市的當地文化、傳統、和語言施加限制。禮薩汗的現代化和國有化計劃一直持續到第二次世界大戰爆發為止。
在第二次世界大戰的最後一年，伊朗政府雖然宣布中立，仍被盟軍佔領。然後，盟軍敦促禮薩汗退位，並把他的兒子穆罕默德-禮薩·巴列維扶持為伊朗的新國王。戰後的局勢因蘇聯援助在伊朗西北部地區建立一個以大不里士為首都，名為阿塞拜疆人民政府的地方政府，而更為複雜。這個地方政府由賈法爾·皮謝瓦里掌權，從1946年開始執政一年。賈法爾·皮謝瓦里政府給予阿塞拜疆語更多的言論和教育自由權力，並促進當地文化傳統的發展，在居民中取得某種程度的知名度。然而，蘇聯軍隊撤離之後，皮謝瓦里的有限武裝部隊被伊朗帝国卫队擊潰，伊朗政府重新控制這座城市。皮謝瓦里政府執政時期的主要機構之一是創立大不里士大學，這所大學在這個地區後來的政治運動和抗議活動中發揮重要的功能。
阿塞拜疆人民政府瓦解之後，在接下來的30年中，大不里士經歷一個穩定的時期，直到公元1979年伊朗伊斯蘭革命發生。在此期間，這個城市吸引許多工業投資者，成為伊朗西北部的重工業中心。對勞動力的強大需求吸引從阿塞拜疆各地前往大不里士的移民。在這段期間，由於政府繼續實行德黑蘭中央集權政策，以及交通和運輸的變化，大不里士失去歷史的主導地位，轉而成為該國改革和現代化的門戶。
從1978年開始，隨著伊朗伊斯蘭革命的爆發，大不里士一些居民的革命運動在這場革命中發揮重要的影響。革命後，該市居民對結果不滿意，不滿的主要根源是伊朗大多數阿塞拜疆人及大不里士居民對自由派教士大阿亞圖拉沙里亞特馬達里的支持，沙里亞特馬達里反對新憲法施行政教合一的做法。在大不里士的抗議者遭到殘酷鎮壓，沙裡亞特馬達里收到軟禁之後，城市的動亂才得以平息。

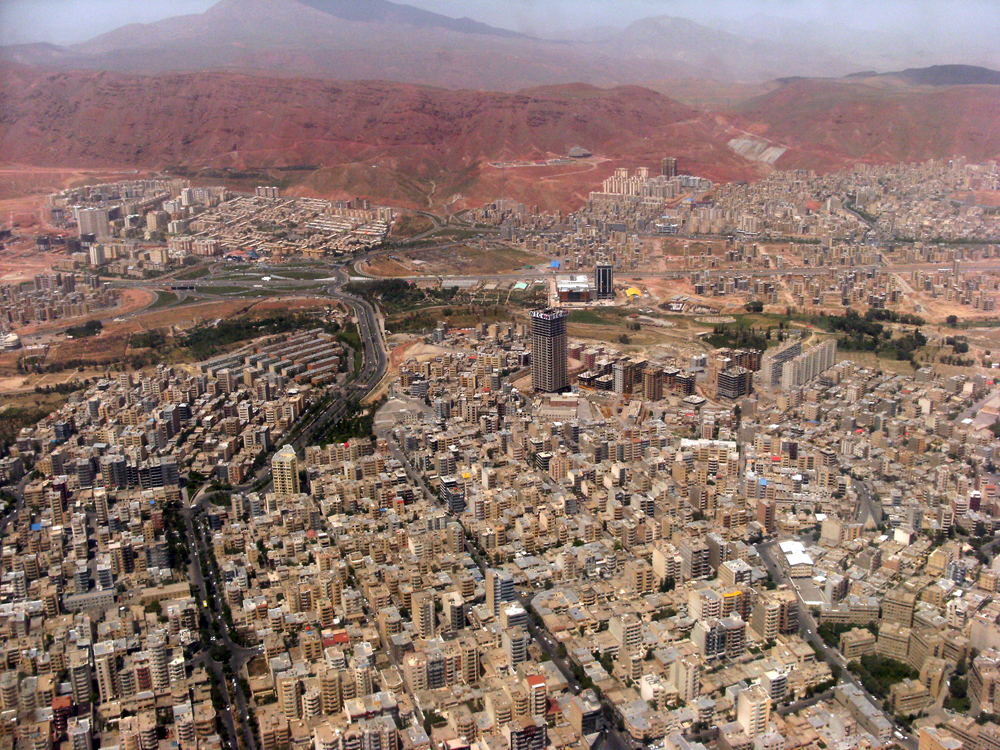
2012年5月，大不里士空照圖。

在1980年代，由於兩伊戰爭發生，該市與伊朗其他地區一樣，大多數建設和開發項目都為支應戰爭費用而被迫停止。除了戰爭的間接影響之外，由於大不里士接近伊拉克邊界，及其在伊朗經濟中的戰略作用，該市的工業區，尤其是煉油廠也是伊拉克空軍空襲的主要目標。隨著戰爭的升級，伊拉克利用空襲，飛彈，以及砲擊方式攻擊伊朗城市（請參考伊拉克對伊朗的城市攻擊），在戰爭後期的空襲變成對城市居民區的隨機濫炸。
近年來，大不里士更加穩定，城市的新發展正在迅速改變城市的面貌。

### 考古發掘
2002年，在大不里士藍色清真寺北側的一個建築項目（絲綢之路項目的一部分）執行之時，有個古老墓地被發現，建築單位一直保密，直到一名建築工人通知當局。由塔拉伯拜大學進行的放射性碳分析顯示，墓穴的歷史已有3,800多年的歷史。放置這些發掘出來物品的博物館，加上藍色清真寺，於2006年向公眾開放。
另一個發掘地點在Rab'-e Rashidi所在地的阿巴斯大街，這是大約700年前的學術機構所在地，所在時間為伊兒汗國時期。

## 地理

### 地形
大不里士位於阿吉河和古里河岸邊的一片肥沃土壤地區，位於伊朗西北部的東亞塞拜然省，處於伊奈里和沙汗得山脈之間。該地區是地震多發地區，城市在歷史上曾多次遭到破壞和重建。

## 氣候
大不里士屬濕潤的大陸性氣候，四季分明（柯本氣候分類法中的Dsa類型），接近寒冷的半乾旱氣候（柯本氣候分類法中的BSk類型）。年降雨量約為320毫米（13英寸），大部來自冬季的降雪，和在春季和秋季降雨。當地春季氣候宜人，夏季乾燥半熱，秋季潮濕多雨，冬季多雪。年平均氣溫為12.6°C（54.7°F）。涼風多半在夏季從東往西吹。
| 大不里士 (1951-2005) | 大不里士 (1951-2005) | 大不里士 (1951-2005) | 大不里士 (1951-2005) | 大不里士 (1951-2005) | 大不里士 (1951-2005) | 大不里士 (1951-2005) | 大不里士 (1951-2005) | 大不里士 (1951-2005) | 大不里士 (1951-2005) | 大不里士 (1951-2005) | 大不里士 (1951-2005) | 大不里士 (1951-2005) | 大不里士 (1951-2005) |
| 月份                 | 1月                  | 2月                  | 3月                  | 4月                  | 5月                  | 6月                  | 7月                  | 8月                  | 9月                  | 10月                 | 11月                 | 12月                 | 全年                 |
| -------------------- | -------------------- | -------------------- | -------------------- | -------------------- | -------------------- | -------------------- | -------------------- | -------------------- | -------------------- | -------------------- | -------------------- | -------------------- | -------------------- |
| 平均高温 °C（°F）    | 2.3 (36.1)           | 4.7 (40.5)           | 10.3 (50.5)          | 16.9 (62.4)          | 22.7 (72.9)          | 28.7 (83.7)          | 32.7 (90.9)          | 32.6 (90.7)          | 28.2 (82.8)          | 20.5 (68.9)          | 11.9 (53.4)          | 5.1 (41.2)           | 18.0 (64.4)          |
| 平均低温 °C（°F）    | −5.7 (21.7)          | −4.1 (24.6)          | 0.4 (32.7)           | 5.9 (42.6)           | 10.6 (51.1)          | 15.2 (59.4)          | 19.3 (66.7)          | 19.0 (66.2)          | 14.4 (57.9)          | 8.2 (46.8)           | 2.1 (35.8)           | −2.8 (27.0)          | 6.9 (44.4)           |
| 平均降水量 mm（）    | 22.3 (0.88)          | 24.2 (0.95)          | 40.6 (1.60)          | 52.7 (2.07)          | 42.6 (1.68)          | 16.9 (0.67)          | 5.8 (0.23)           | 3.2 (0.13)           | 7.6 (0.30)           | 21.9 (0.86)          | 27.9 (1.10)          | 23.2 (0.91)          | 288.9 (11.37)        |
| 月均日照時數         | 123.5                | 146.1                | 179.5                | 201.3                | 269.5                | 336.7                | 353.6                | 339.5                | 303.3                | 231.8                | 177.3                | 132.2                | 2,794.3              |
| 来源：伊朗国家气象局 |                      |                      |                      |                      |                      |                      |                      |                      |                      |                      |                      |                      |                      |

## 環境污染
空氣污染是大不里士重要的環境問題中的一項。空氣污染是由於城市通勤的汽車數量增加，以及城市西部的火力發電廠、石化綜合產業、和煉油廠等污染行業所導致，空氣污染程度在20世紀下半葉持續增長。根據國家環境法規對重工業的要求，近年來工業空氣污染已減少。但是城市的空氣品質與符合清潔空氣的世界規範相比，差異仍然甚遠。
位於大不里士西部郊區的爾米亞湖面萎縮，以及湖水乾涸是緊迫的環境威脅。自20世紀晚期以來，這個湖泊一直面臨著嚴重的危機。湖面水位降低，水中鹽分提高到飽和水平，以及在湖的周圍出現廣闊鹽田的現象，成為一個生態系統逐漸乾涸的獨特和驚人的跡象。這是由於全球暖化，和盆地內對淡水水源不斷增加需求所造成的結果。人們擔心，在不久的將來，空氣中的鹽分和礦物質可能會在湖周圍的大片區域上空盤旋，造成嚴重的健康危害。

## 人口學資料
根據2016年的官方人口普查，大不里士的人口為1,733,033。人口中最多的是阿塞拜疆突厥人、其次是波斯人、亞美尼亞人、亞述人、和其他高加索民族。

## 語言
大不里士當地使用的主要語言是阿塞拜疆語 (阿塞拜疆族人稱其為圖爾庫語或圖爾基語)，這是一種突厥語族，與現代土耳其方言互通。這種語言具有很強的伊朗元素，因為它與波斯語言緊密聯繫許多世紀。官方語言與伊朗其他地區類似，是波斯語，大多數居民都擁有波斯語或近波斯語的知識，波斯語是主要的教育媒介。 然而伊朗憲法尊重當地人民方言權利，並提供有限的教育設施，使用其他的方言，包括阿塞拜疆語來教學。1999年，大不里士大學首次開設阿塞拜疆語言學術課程。除阿塞拜疆人外，其他顯著的有說亞美尼亞語，和說亞述語的少數民族。
據信在這個地區，在阿塞拜疆語逐漸增加和佔主導地位之前，阿塞拜疆和大不里士曾使用過其他類似於伊朗語支的語言。公元13世紀的手稿“薩菲娜·伊·大不里士（“[The] Vessel of Tabriz”或 “[The] Treasury of Tabriz”）所寫的詩詞是在大不里士出生的作者所稱的大不里士語言（Zabān-e-Tabrizi）類似於波斯語所寫成。

## 宗教
伊斯瑪儀一世在公元1501年在大不里士登基後，下令什葉派伊斯蘭教的十二伊瑪目派為薩非王朝的正式宗教。根據這一帝王命令，大多數大不里士遜尼派教徒皈依為什葉派。目前大多數人都是什葉派伊斯蘭教徒。這個城市有一個明顯的亞美尼亞使徒教會少數民族，他們信奉基督教。過去曾經有一個很小的猶太人社區，但其中大多數人已經搬遷到德黑蘭。大不里士也住有一小批處境艱困的巴哈伊信仰的信徒。

## 經濟
大不里士是位於伊朗西北部最大的經濟中心。大不里士的經濟以商業、服務業、醫療衛生和製藥業、小型和重工業、以及手工業為基礎。大不里士在伊朗財富100強公司中佔有四家，包括：伊朗拖拉機製造公司（ITMCO）、帕拉茲·莫凱特（Palaz Moket，地毯製造）、西林·阿薩爾食品、和Aydin。

### 工業
大不里士在20世紀初期開始建立現代工業，最初是由火柴製造起步。這個城市目前的製造業包括有機械、車輛、化學和石化材料、煉油廠、水泥、電氣和電子設備、家用電器、紡織品和皮革、營養和乳製品，木材工藝品、以及藥品製造。
大不里士的工業園區有數百個工業工廠。包括ITMCO，這家公司是當地最大的工廠之一。僅這個綜合工廠就擁有中東最高的鑄造和鍛造能力，它是伊朗最大的拖拉機製造商，在伊朗和其他國家設有多個分支生產基地。在ITMCO之後，還有其他幾個工廠，包括大不里士工具機公司、伊朗柴油引擎製造公司（IDEM），伊朗泵業（Pump Iran）、大不里士石化廠、大不里士煉油廠，和幾個工業區，其中有數百個小型工廠。
大不里士還是個食物產量豐富的城市，並擁有一些伊朗最著名的巧克力工廠，讓大不里士被稱為“伊朗巧克力城”。其中兩家公司-Dadash和Baradar Industrial Co.，他們使用的商標各為Aidin和Soniz。這兩家是這個地區同類生產者中的佼佼者。

## 交通
- 大不里士國際機場
- 大不里士地鐵
- 大不里士站

## 參照
- 大不里士動物收容所（英语：Pardis Animal Shelter）
- 大不里士汗國（英语：Tabriz Khanate）
- 大不里士時間軸（英语：Timeline of Tabriz）

## 外部連接
- 大不里士（页面存档备份，存于）
- 鐵器時代博物館 （页面存档备份，存于）